# کنوورث

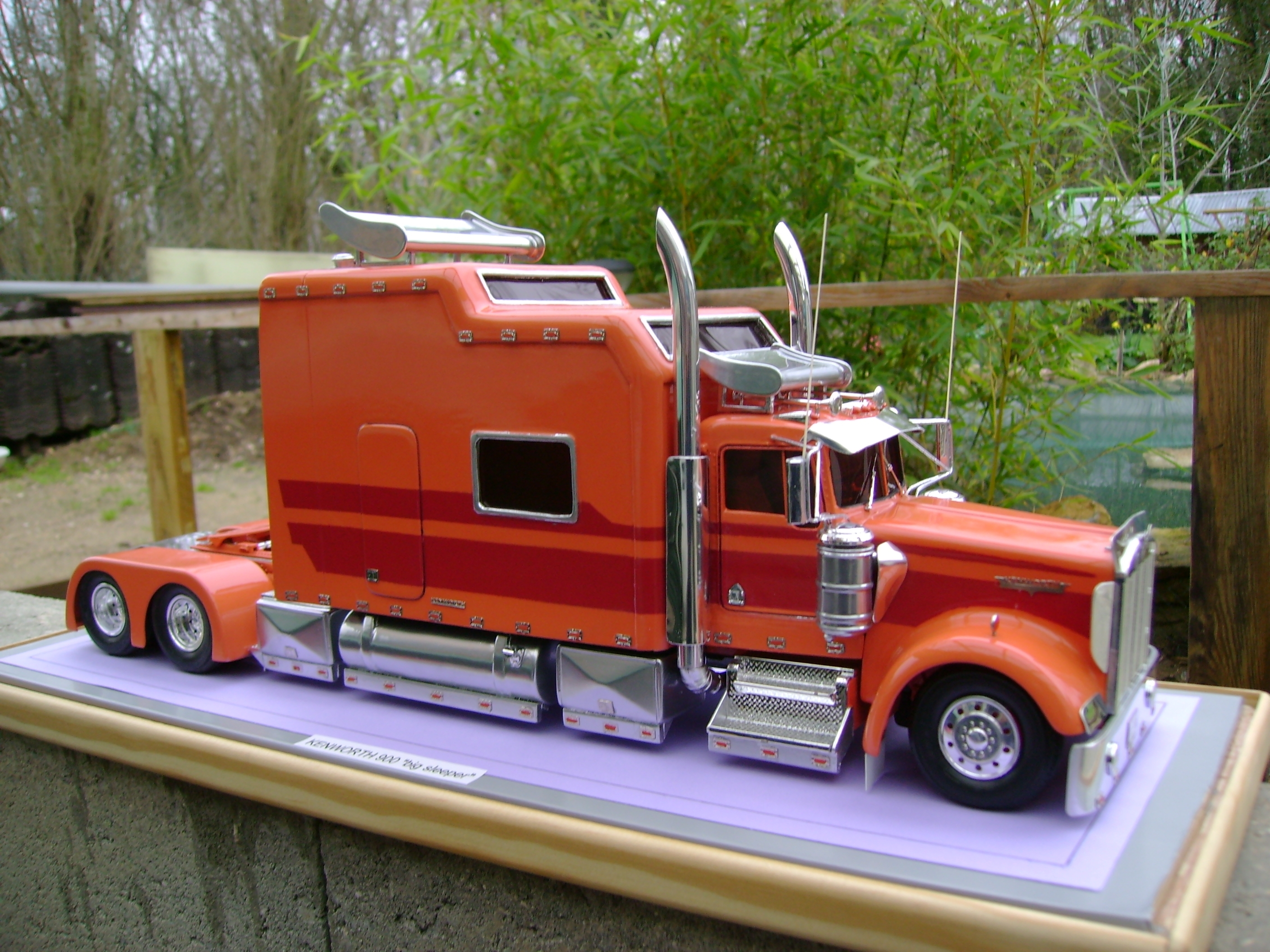
کنوورث مدل کوپه دار

کنوورث (به انگلیسی: Kenworth) شرکت سازنده خودروهای سنگین آمریکایی است. این شرکت هم‌اکنون یکی از زیرمجموعه‌های شرکت پکار به‌شمار می‌رود.
شرکت کنوورث هم‌اکنون در کشورهای آمریکای شمالی و کانادا بازار دارد.

## کنورث در ایران
واردات کنورث به ایران انگشت شمار بوده و تعدادی از این کامیون توسط شرکت ملی حفاری به کار گرفته شده‌است و یک عدد کنورث W900 نسل اول به صورت تک کابین (Day Cab) در یکی از استان‌های شمال کشور و یک عدد کنورث T800 دو کابین (Sleeper Cab) در یکی از جزایر منطقه آزاد گزارش شده‌است.

## نگارخانه

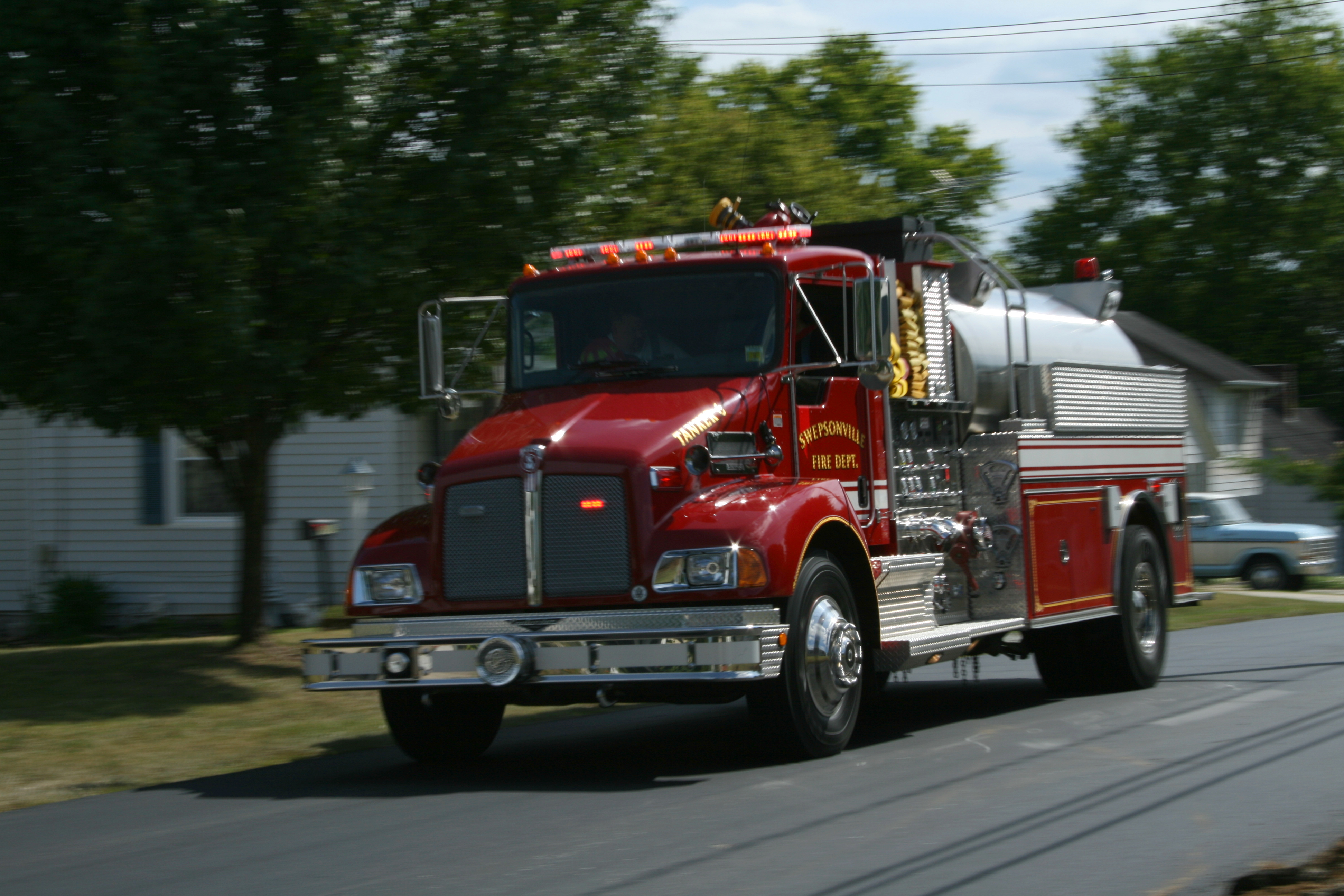
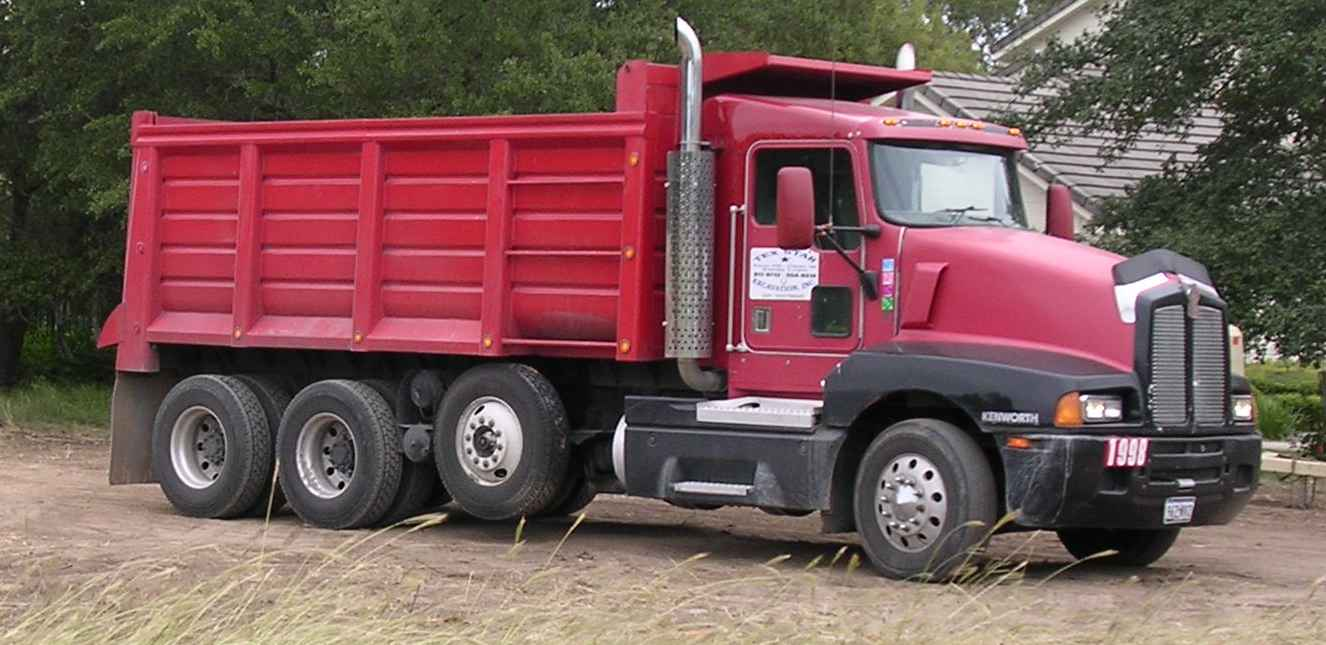
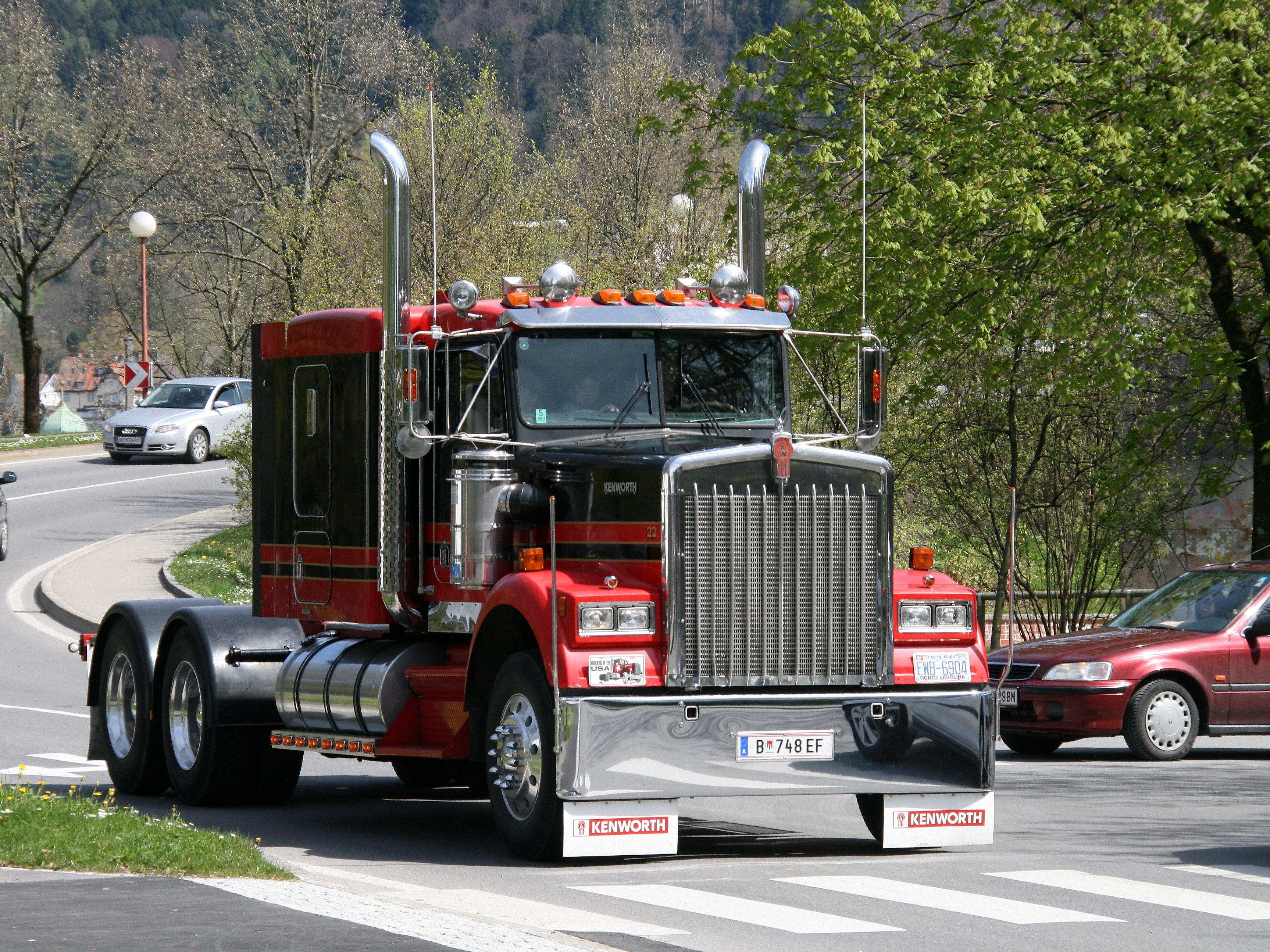
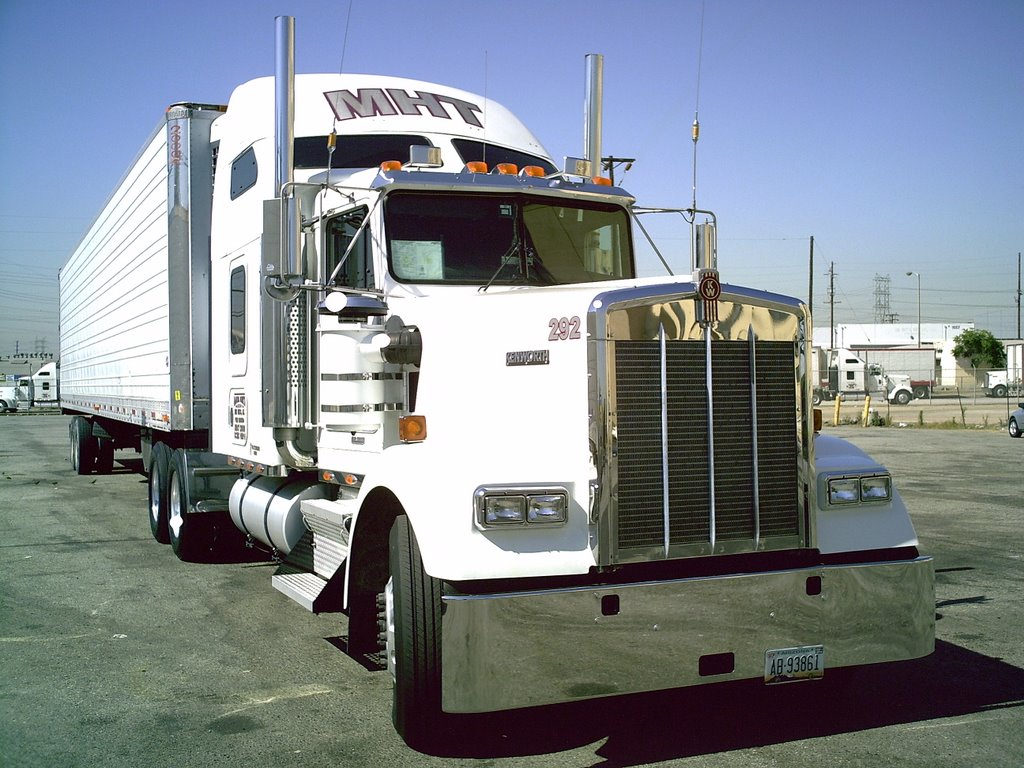